# Rezerwat przyrody Staw Nowokuźnicki
Rezerwat przyrody Staw Nowokuźnicki – rezerwat florystyczny o powierzchni 28,91 ha, położony na terenie gminy Prószków w województwie opolskim. Znajduje się na terenie wsi Nowa Kuźnia, w obrębie Obszaru Chronionego Krajobrazu „Bory Niemodlińskie”. Powstał na mocy zarządzenia Ministra Leśnictwa i Przemysłu Drzewnego z dnia 27 listopada 1957. W rezerwacie przedmiotem ochrony jest silne stanowisko kotewki orzecha wodnego oraz zróżnicowana i liczna ornitofauna.
W skład rezerwatu, oprócz stawu, wchodzi również jego bezpośrednie otoczenie – szeroki pas podmokłych łąk porosłych wierzbiną i olsami.
Na terenie rezerwatu, oprócz kotewki orzecha wodnego, notowanych jest wiele gatunków rzadkich roślin wodnych, w tym grzybienie białe, grążele żółte, salwinia pływająca, pływacz drobny, pływacz zwyczajny. Teren rezerwatu to także rejon występowania bogatej awifauny wodno-błotnej. W sumie obserwowano tutaj 135 gatunków ptaków, w tym gatunki rzadkie w skali kraju i regionu – m.in. bocian czarny, bąk, bączek, kobuz, remiz.
Rezerwat początkowo zajmował 20,00 ha, w 2012 roku powiększono go do 28,91 ha. Obszar rezerwatu podlega ochronie czynnej.